# ۳۶۸ (قمری)
۳۶۸ (قمری)، سیصد و شصت و هشتمین سال در گاهشماری هجری قمری است. اول محرم این سال برابر با چهاردهم اوت سال ۹۷۸ میلادی است.

## وابسته
- سید رضی
- یعقوب ابن کلس